# 莫什科沃區

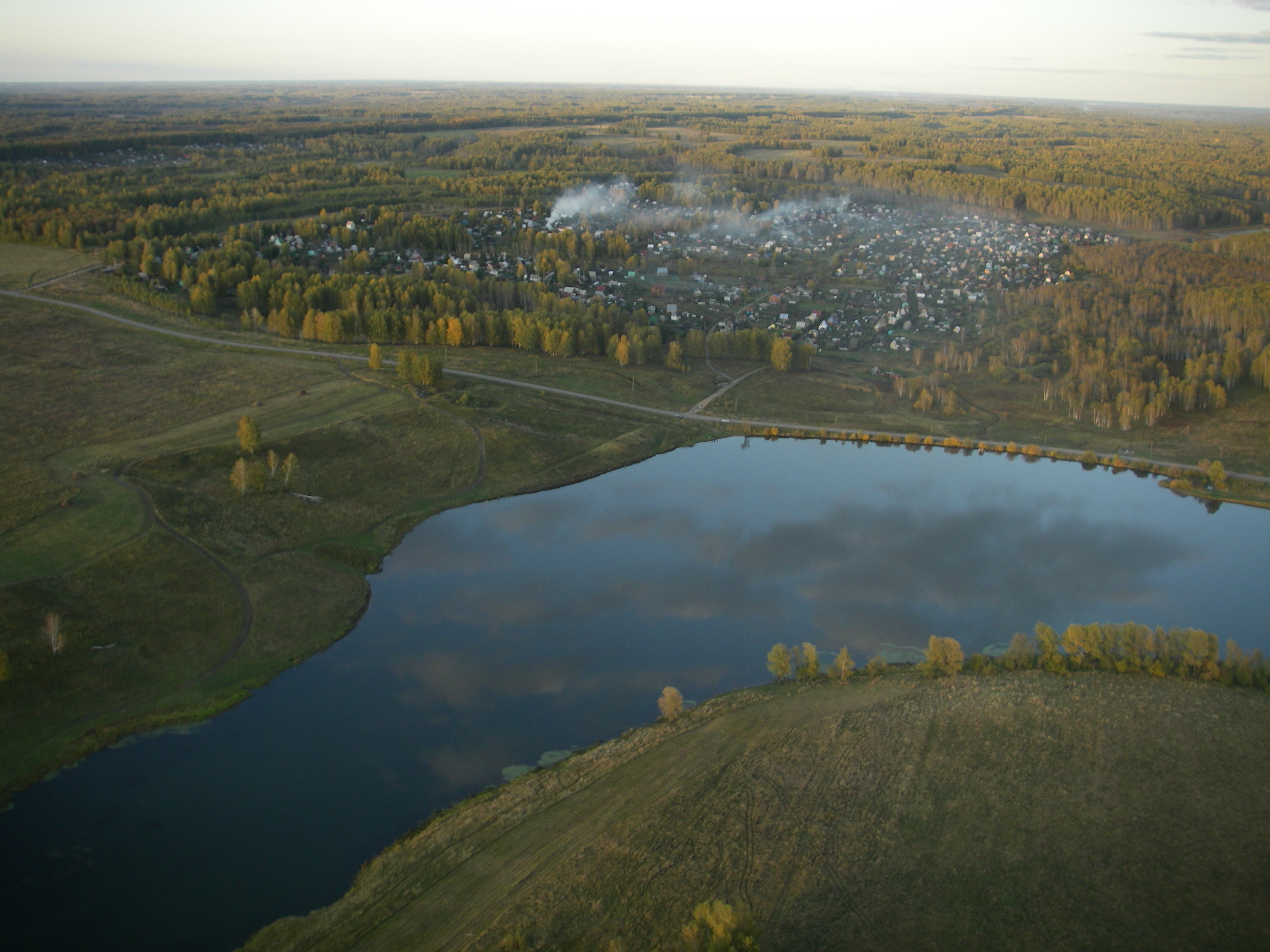

55°18′27″N 83°37′15″E / 55.30750°N 83.62083°E
莫什科沃區（俄语：Мошковский район），是俄羅斯的一個區，位於該國南部，由新西伯利亞州負責管轄，面積2,591平方公里，2010年人口39,192，人口密度每平方公里15.13人。